# 오토 1세 폰 작센

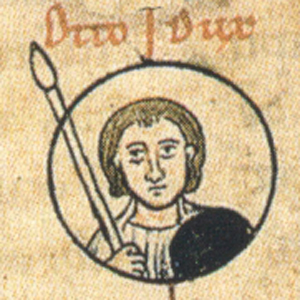

오토 1세(Otto I, 840년/851년/866년 12월 24일 - 912년 11월 30일)은 동프랑크 왕국의 귀족으로 작센 공작이었다. 그의 손자인 황제 오토 1세는 작센 공작으로는 오토 2세가 된다.
880년 형 브루노 1세의 갑작스러운 죽음으로 작센 공작위를 물려받았다. 911년 유아왕 루트비히가 죽자 그는 귀족들에 의해 동프랑크의 국왕으로 추대되었지만 프랑켄의 공작 콘라트에게 왕위를 양보하였다. 그가 콘라두스 1세를 국왕으로 추천했다는 설도 있다. 그는 당시 동프랑크 왕국의 유력 귀족이기도 했다. 별칭은 영광공(Otto the Illustrious, Otto der Erlauchte)이다.

## 생애

### 초기 활동
그는 작센 공작 리우돌프 1세와 빌룽의 오다의 셋째 아들로 태어났다. 작센의 백작이었던 아버지 리우돌프 1세는 독일인 루트비히와 함께 북쪽으로 쳐들어오는 노르만족과 슬라브족을 정벌했다. 그 공로로 백작에서 공작으로 승진했다. 일설에는 그가 샤를마뉴 대제에게 저항한 작센 족의 지도자 비두킨트(Vidukind von Corvey)의 후손으로 추정되나, 비두킨트와의 자세한 혈연관계는 알려져 있지 않다.
한편 그의 아들 하인리히 1세의 두번째 부인이자 손자 오토 1세의 어머니 마틸다 폰 인겔하임은 비두킨트의 4대손 베스트팔리아노 그라프 테오도리히의 딸이었다.
초창기에는 동프랑크 왕국의 그라프로 활동하였으며, 880년 아버지의 뒤를 이은 그의 형 브루노 1세가 전투 중 갑작스러운 죽음으로 그는 공작위를 계승하였다. 다른 형 리우돌프 2세 역시 이미 이민족과의 전투로 사망한 상태였으므로 공작위와 영지는 그에게 돌아오게 되었다.

### 작센 공작
독일인 루트비히의 명으로 877년 1월 26일 남부 튀링겐의 그라프로 발령받았고, 왕의 명으로 간데르스하임 수도원을 건립하였다. 그가 간데르스하임 수도원을 설립한 지역은 그의 이름을 따서 Otto county라는 별칭이 붙기도 했다. 그는 헤르스펠트 수도원의 평신도 원장으로도 재직하였다. 897년 1월 28일에는 아이헤스펠텐(Eichesfelden)에서 수도원에 일부 기증하기도 했다. 888년 아이헤스펠텐 수도원의 원장, 908년 쇠팅가우의 평신도 수도원 원장을 지내기도 했다.
그의 여동생 리트가르트는 독일인 루트비히의 아들 소루트비히와 결혼하면서 그는 대공으로 승진하였다. 876년 루트비히 2세가 죽고 동프랑크 왕국이 삼분되면서 왕국의 중북부 지방에 해당되는 영지가 소루트비히에게 상속되었다. 그러나 소 루트비히는 6년만에 죽고 그의 누이 리트가르트는 재혼하였다.
그는 독일인 루트비히와 그의 아들 청년왕 루트비히, 케른텐의 아르눌프 등 세 임금을 섬겼다. 주요 임무는 작센 지역을 다스리는 동시에 동부 지역의 슬라브족을 방어하는 것이었다. 독일인 루트비히의 사후 동프랑크 왕국은 사실상의 혼란에 빠졌고, 그는 바이킹 족과 헝가리인, 밴드 족의 잇단 침입에 지원을 받지 못하고, 오히려 자체적으로 격퇴해야 했다. 884년에는 비만왕 카를 3세를 따라 밀라노를 다녀왔다.
작센 지역의 실력자였던 그는 일부 자치권을 허락받았다. 그는 형식상으로 루트비히 2세나 그의 손자 아르눌프의 대리인이었지만 작센 지역에서 그는 실질적인 왕이었다. 또한 작센 영토 근처 달레민츠까지 이주한 슬라브족은 그에게 복속하였다. 황제 아르눌프는 동부 지역의 유력한 귀족이었던 그와 제휴를 원했고, 그의 딸 오다는 황제 아르눌프의 서자 로타링기아의 왕 츠벤티볼트와 결혼하였다.
894년 황제 아르눌프의 이탈리아 밀라노 원정에 동행하였고, 현지에서 밀라노의 마트로그라프로 임명되었다. 그러나 황제 아르눌프가 퇴각할 때 함께 동프랑크로 돌아왔다. 899년 아르눌프는 죽으면서 그를 유아왕 루트비히의 후견자, 보호인으로 지명했다. 그러나 오토는 유아왕 루트비히와 별로 자주 접촉하지 않았다.

### 생애 후반
900년 초 그는 동프랑크 왕국의 패권을 놓고 프랑켄 공작 콘라트 2세와 경쟁하였다. 911년 유아왕 루트비히가 후계자 없이 사망하자 그는 일부 귀족들에 의해 동프랑크 왕국의 국왕으로 추대되었다. 그러나 그는 고령을 이유로 사양하고 대신 프랑켄 공작 콘라트 2세(독일 국왕으로는 콘라트 1세)를 대신 천거하였다. 콘라트가 즉위한 이듬해인 913년 그는 콘라트에게 형식적으로 화해를 청하였다.
오토의 아내는 프랑켄 공작 하인리히의 딸 바벤베르크의 헤드비가(903년 12월 24일 사망)였고, 903년 풀다에서 사망하였으며 사후 간데르스하임 수도원에 매장되었다. 903년 12월 24일 그는 메르센부르그에서 아내의 사망 소식을 접하였다. 그는 아들 탕크마르와 리우돌프를 두었지만 셋째 아들 하인리히 1세가 공작직을 계승하였으며, 후일 동프랑크의 국왕이 된다.
902년부터는 아이헤스펠텐 수도원의 평신도 원장으로 재직했다.

## 가족 관계
- 아버지 : 리우돌프 1세
- 어머니 : 빌룽의 오다(Oda von Billung)
  - 형 : 브루노 1세(Brun, 835년 ~ 880년), 작센 공작
  - 형 : 리우돌프 2세(Liudolf II)
  - 누나 : 하투모트(Hathumod, 840년 ~ 874년)
  - 동생 : 탕크마르(Thankmar, ? ~ 878년)
  - 여동생 : 류트가르트(Liutgart, 840년? ~ 885년)
  - 여동생 : 게르베르가(Gerberga, ? ~ 896/897년), 브룬스하우겐 수녀원장
  - 여동생 : 크리스티나(Christina, ? ~ 919/920년), 간데르스하임 수녀원장
- 부인 : 프랑코니아의 헤트비가(Hedviga, ? ~ ?)
  - 아들 : 하인리히 1세(Heinrich, 876 ~ 936년), 독일 국왕
  - 아들 : 탕크마르 2세(Thankmar, ? ~ ?)
  - 아들 : 리우돌프 3세(Liudolf, ? ~ ?)
  - 딸 : 작센의 오다(Oda von Saxony, ?~?년), 로트링엔 왕비